# Município de LaGrange (condado de Lorain, Ohio)
O município de LaGrange (em inglês: LaGrange Township) é um município localizado no condado de Lorain no estado estadounidense de Ohio. No ano de 2010 tinha uma população de 6.164 habitantes e uma densidade populacional de 91,62 pessoas por km².

## Geografia
O município de LaGrange encontra-se localizado nas coordenadas 41° 14′ 14″ N, 82° 07′ 11″ O. Segundo o Departamento do Censo dos Estados Unidos, o município tem uma superfície total de 67.28 km², da qual 66.77 km² correspondem a terra firme e (0.75%) 0.51 km² é água.

## Demografia
Segundo o censo de 2010, tinha 6.164 habitantes residindo no município de LaGrange. A densidade populacional era de 91,62 hab./km². Dos 6.164 habitantes, o município de LaGrange estava composto pelo 96.85% brancos, o 0.6% eram afroamericanos, o 0.34% eram amerindios, o 0.15% eram asiáticos, o 0.06% eram insulares do Pacífico, o 0.26% eram de outras raças e o 1.74% pertenciam a dois ou mais raças. Do total da população o 1.78% eram hispanos ou latinos de qualquer raça.